# کرورا د کنادا
کرورا د کنادا (به اسپانیایی: Cervera de la Cañada) یک دهستان در اسپانیا است که در استان ساراگوسا واقع شده‌است. کرورا د کنادا ۲۹ کیلومتر مربع مساحت و ۳۱۹ نفر جمعیت دارد.